# Vladimir Beara
Vladimir Beara (ur. 2 listopada 1928 w Zelovie koło Sinja, zm. 11 sierpnia 2014 w Splicie) – chorwacki piłkarz grający na pozycji bramkarza.
W ciągu swojej kariery występował w takich klubach jak: Hajduk Split (1947-54), FK Crvena zvezda (1955-59), Alemannia Akwizgran (1960-62), Viktoria Kolonia (1963-64). 59-krotny reprezentant Jugosławii m.in. na mistrzostwach świata 1950, 1954, 1958, a także na igrzyskach olimpijskich w Helsinkach, gdzie ze swoją drużyną wywalczył srebrny medal.
Był najprzystojniejszym bramkarzem w ówczesnych latach. Szczupły, wysoki, kruczoczarny, o typowej urodzie południowca. Jego powietrzne parady zyskały mu wiele przydomków: „pantera między słupkami”, „mistrz elegancji”, „akrobata w polu karnym” i „Fruwająca baletnica”.
W 1967 Beara rozpoczął karierę trenera piłkarskiego.
Zmarł w nocy z 10 na 11 sierpnia 2014.